# Fromia indica
Fromia indica är en sjöstjärneart som först beskrevs av Perrier 1869.  Fromia indica ingår i släktet Fromia och familjen Ophidiasteridae. Inga underarter finns listade i Catalogue of Life.